# Jougnena
La Jougnena est un cours d'eau du massif du Jura coulant en France et en Suisse. Elle est un affluent de l'Orbe et un sous-affluent de l'Aar. C'est l'un des rares cours d'eau du Haut-Doubs à s'écouler in fine vers  le Rhin et la mer du Nord.

## Toponymie et étymologie
Selon les auteurs, les deux graphies « Jougnena » et « Jougnenaz » sont utilisées, toutes les deux prononcées « Jougnena ». À Jougne, c'est plutôt « Jougnena ». À Ballaigues et Vallorbe, c'est plutôt la graphie « Jougnenaz »,, selon une terminaison arpitane en « az » des toponymes fréquente aux alentours.
Kraege et Künzi évoquent un rapprochement entre « Jougnena » et « Jogne » ou « Jaigne » qui seraient à rapprocher d'un terme préceltique « jagon » évoquant ce qui est froid ou glacé.

## Géographie
Longue de 11,9 km,, la Jougnena coule intégralement dans le massif du Jura. Elle prend sa source en Suisse, dans le canton de Vaud, à l’extrémité sud-ouest des aiguilles de Baulmes. Elle se dirige d'abord vers l'ouest. Juste avant de franchir la frontière franco-suisse, elle est rejointe par le ruisseau du Gascon qui prend sa source sur le versant nord du Suchet. Elle traverse la frontière et coule alors en direction du sud-ouest. Elle reçoit sur sa rive gauche le ruisseau du Petit-Nerveau. Elle passe en contrebas du village de Jougne et oblique son cours vers le sud. Elle passe de nouveau la frontière pour entrer en Suisse à proximité de la douane du Creux, au nord de Vallorbe. Peu après, elle rejoint l'Orbe en se jetant dans le lac du Miroir, lac artificiel soutenu par le barrage du Day.

## Au fil de l'eau...
À 3 km de sa source, la Jougnena n'est encore qu'un petit ruisseau qui descend gentiment le long d'un chemin forestier qui passe devant le Refuge de la Queue (1 025 m).

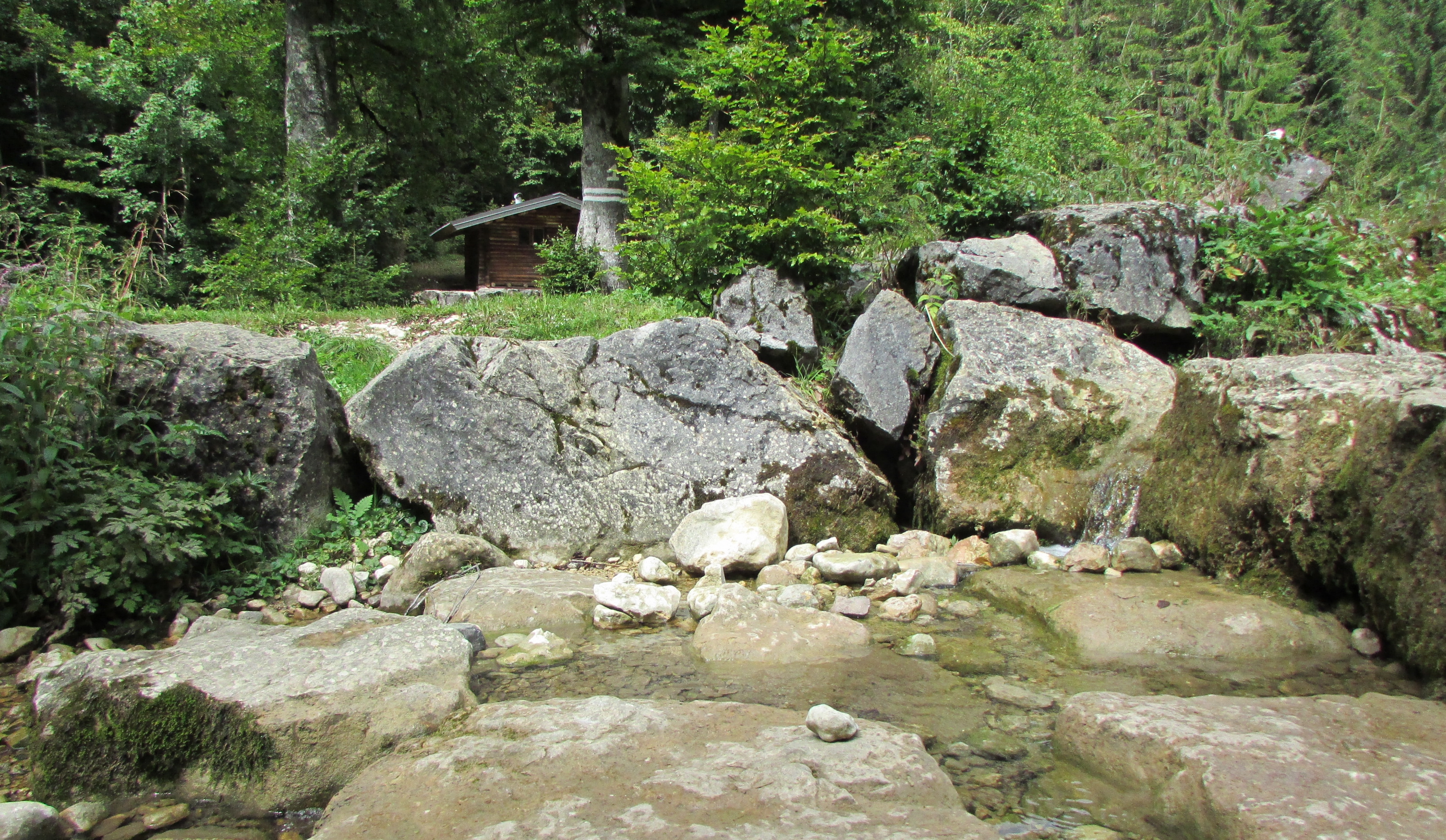
En face du refuge de la Queue (1025 m).
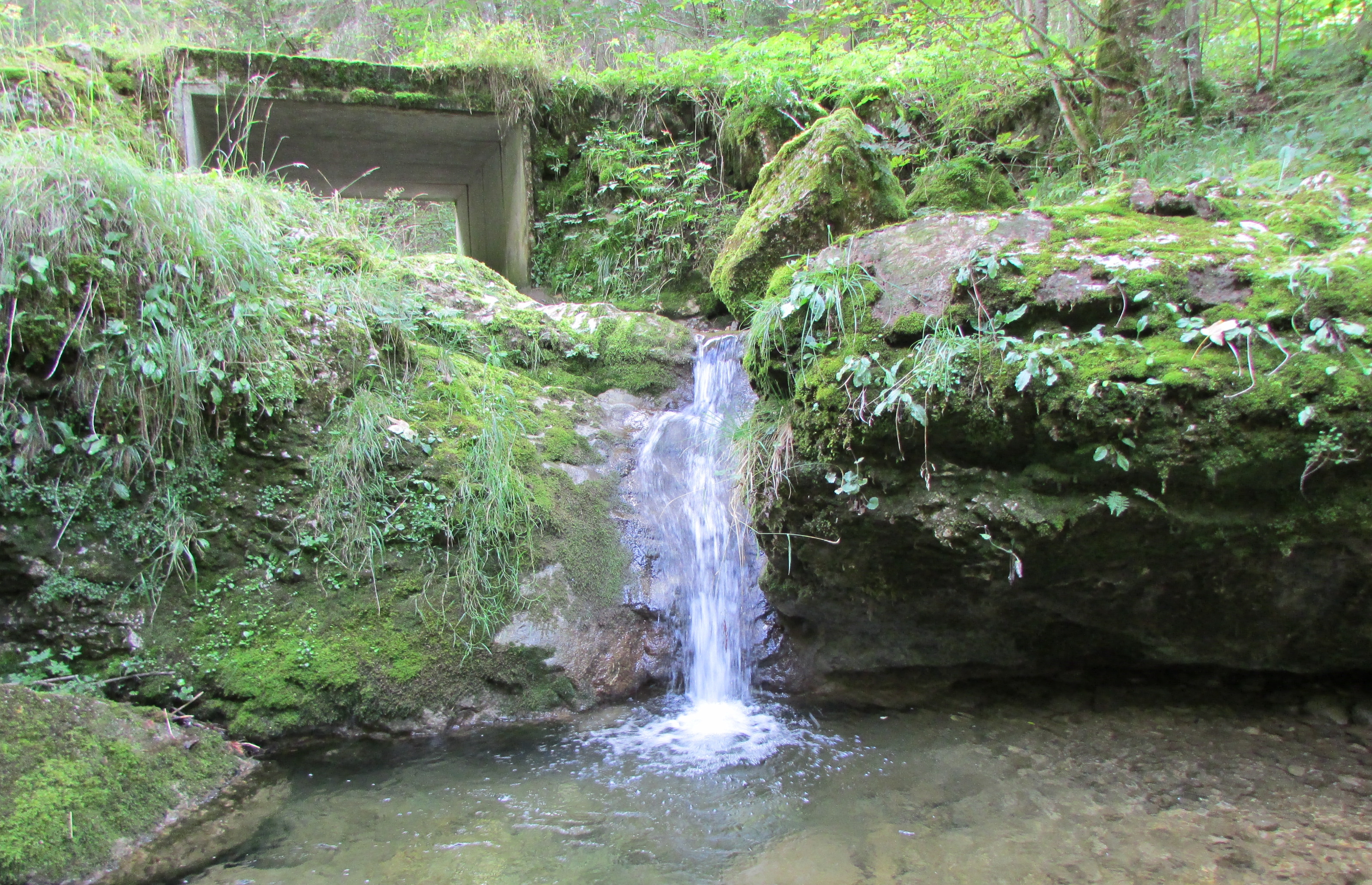
Petite cascade.

2 km plus loin, elle change de direction pour longer la route qui conduit d'Entre-les-Fourgs à Jouge.

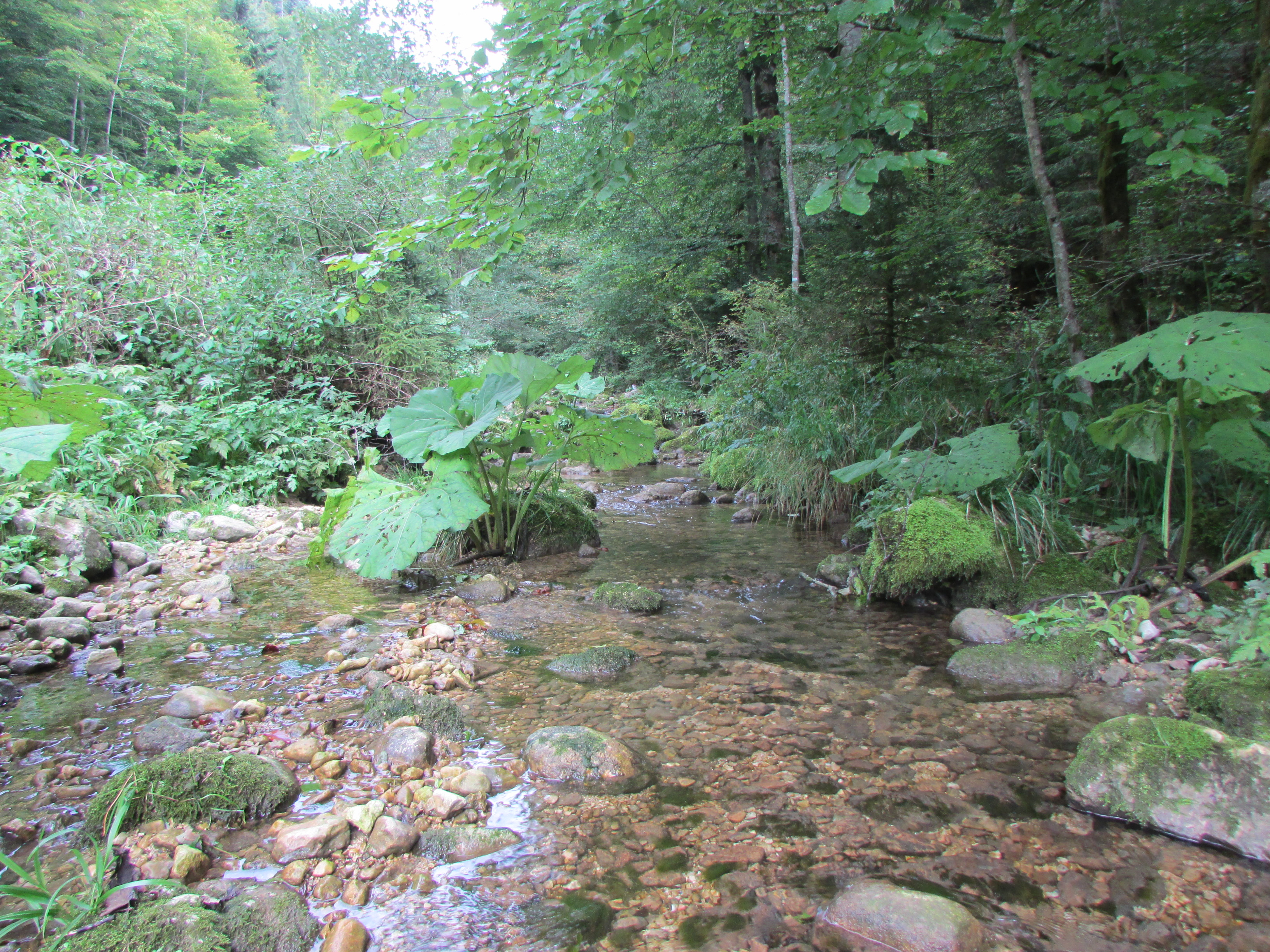
Descente vers le hameau du Moulin.
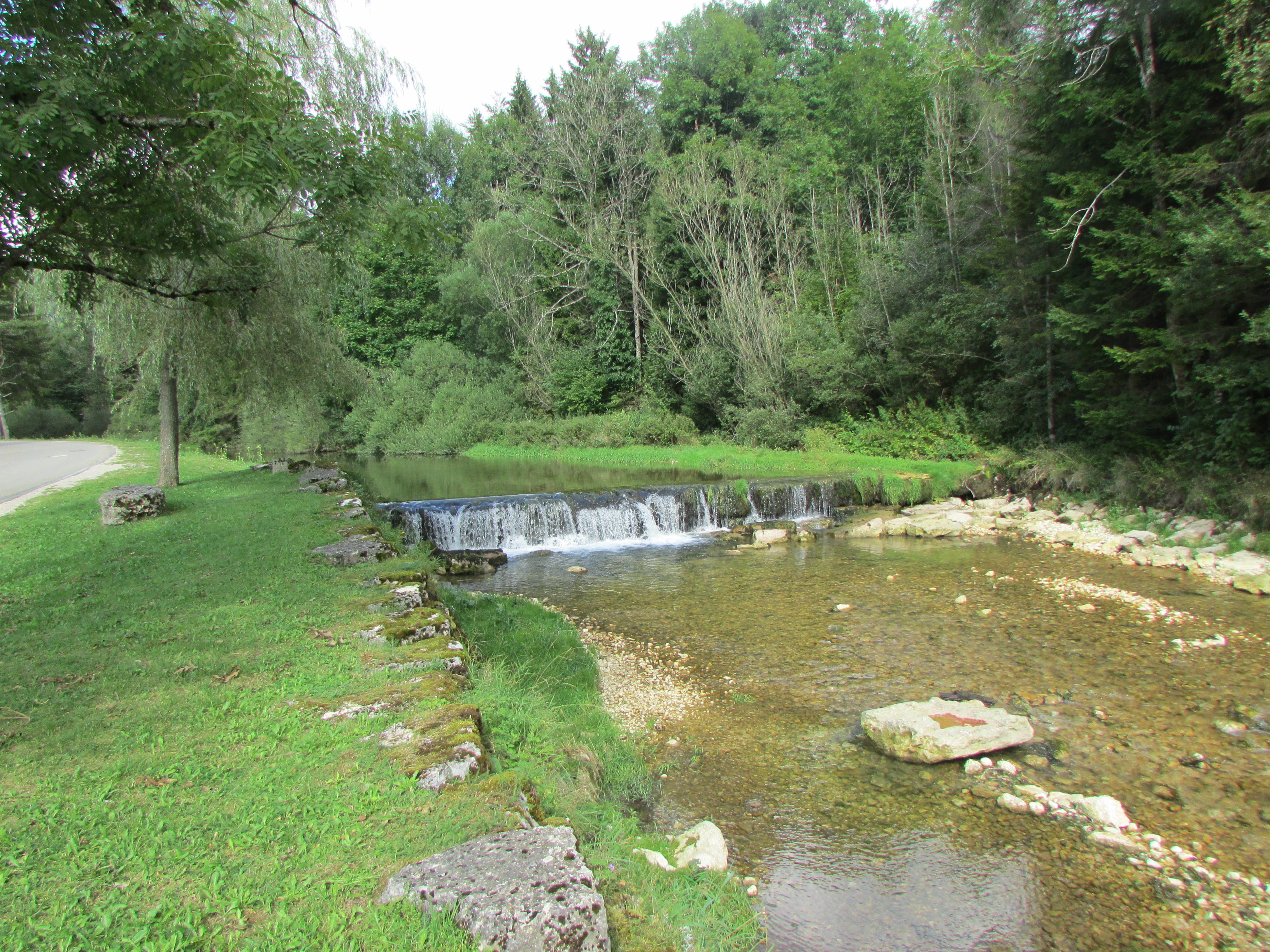
La Jougnena en face de la chapelle Saint-Maurice.

Arrivée au hameau du Moulin, la Jougnena retrouve des lieux "civilisés". 
Le lieu-dit le Moulin de la commune de Jougne a comporté un moulin banal dès le début du XIVe siècle. Quatre moulins à céréales, deux scies et deux ribes (battoirs à chanvre) sont construits en 1794. Vendu à la commune en 1841, il comporte alors quatre meules à céréales, une scierie, une huilerie et une ribe. Un incendie détruit l'ensemble des installations en 1974. Il n'y subsiste qu'une pisciculture à truites.

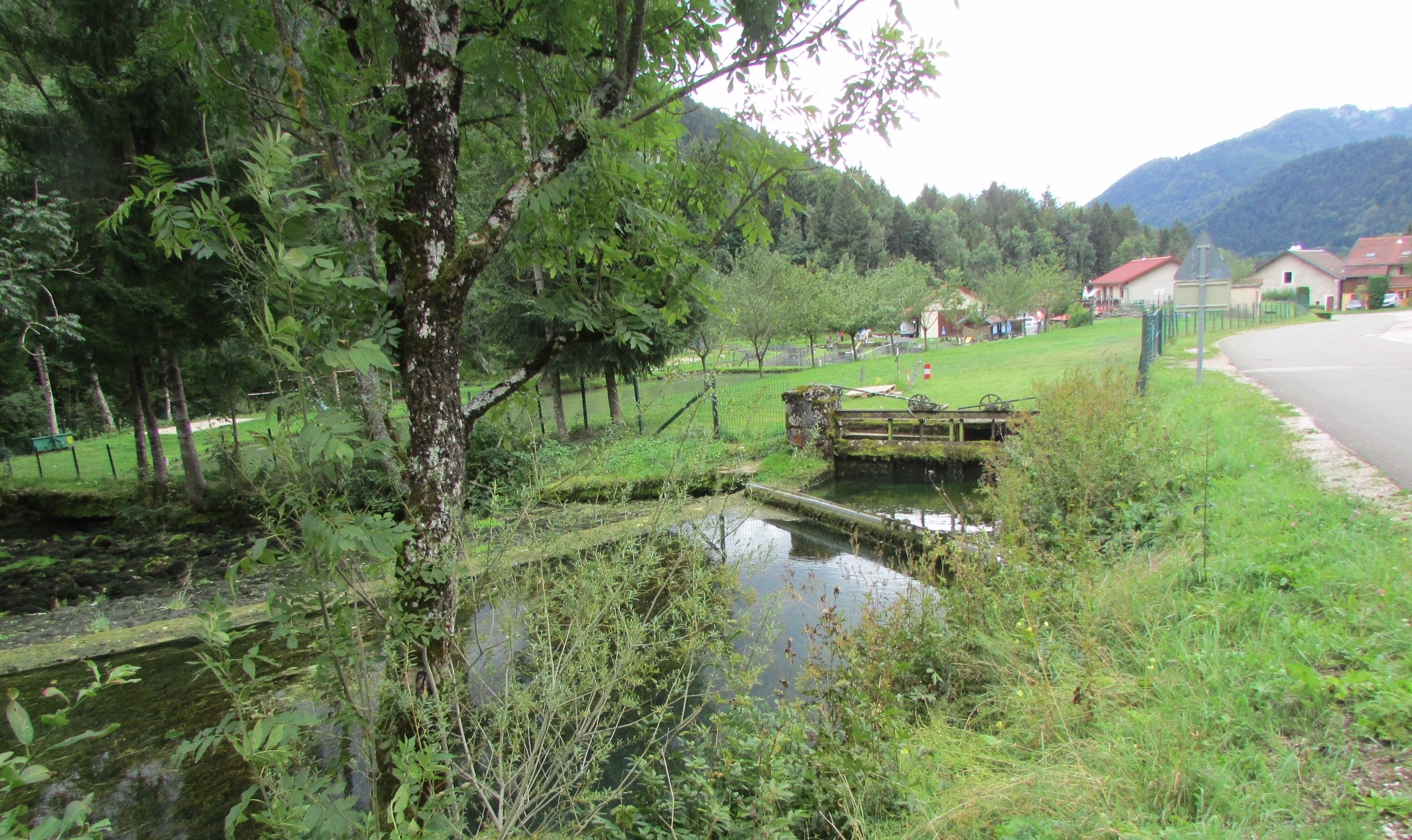
Vestiges du moulin du XIVe siècle.
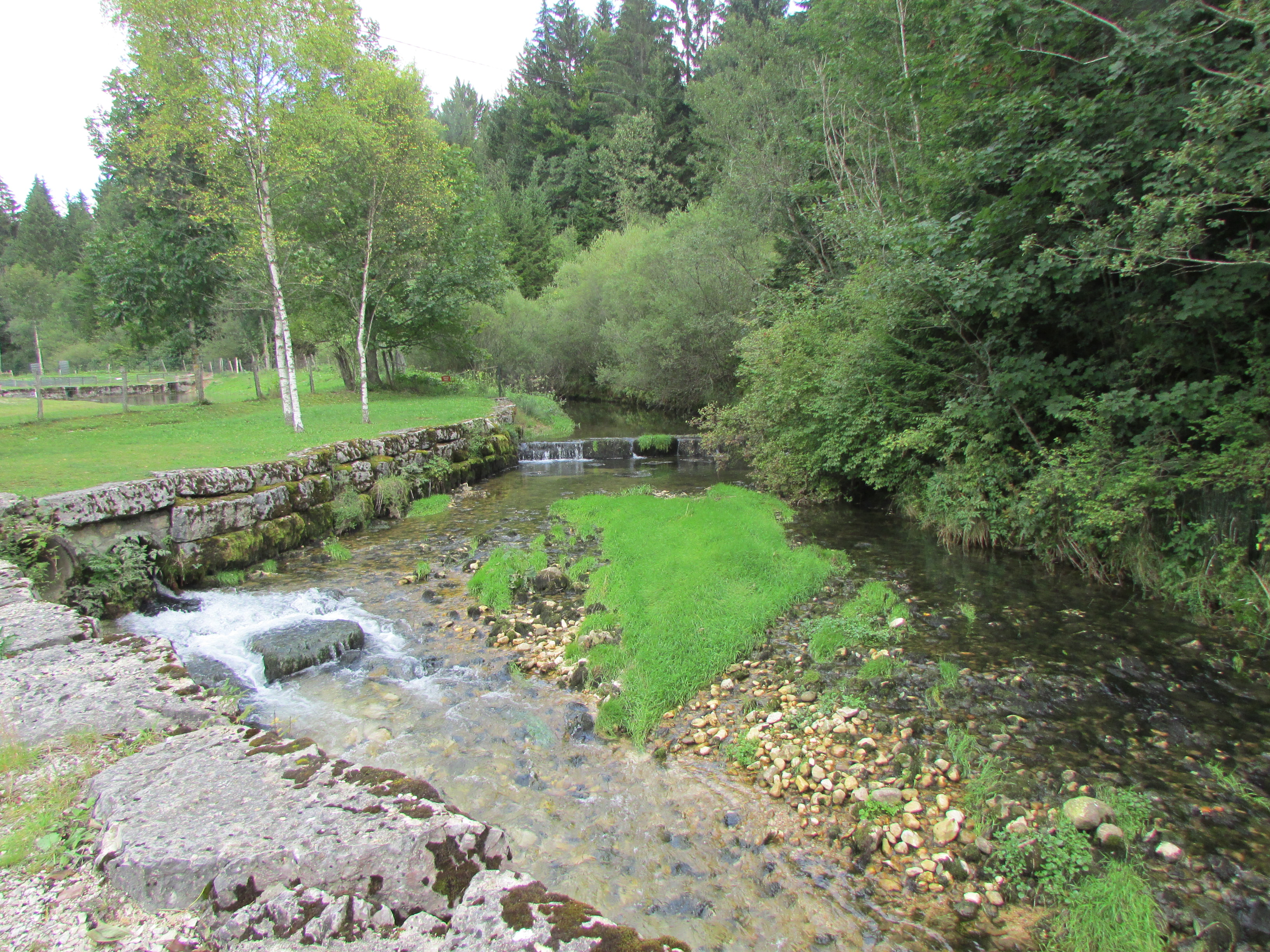
Près de la pisciculture

Poursuivant son chemin, la Jougnena grossit petit à petit, recevant de nombreux ruisseaux qui descendent de la montagne; elle retrouve de nombreux vestiges de moulins...

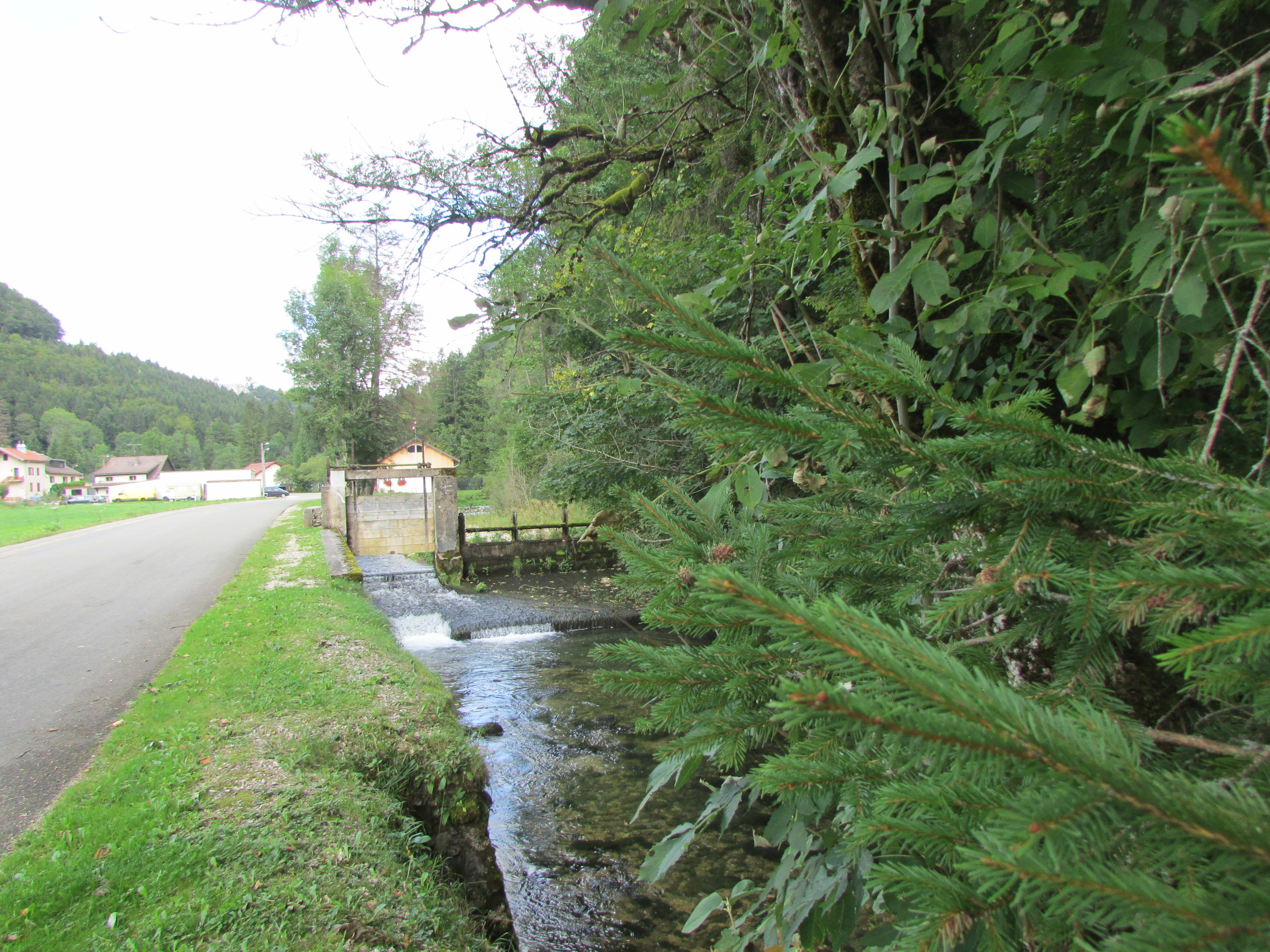
Vestiges d'un moulin au hameau Le Moulin.
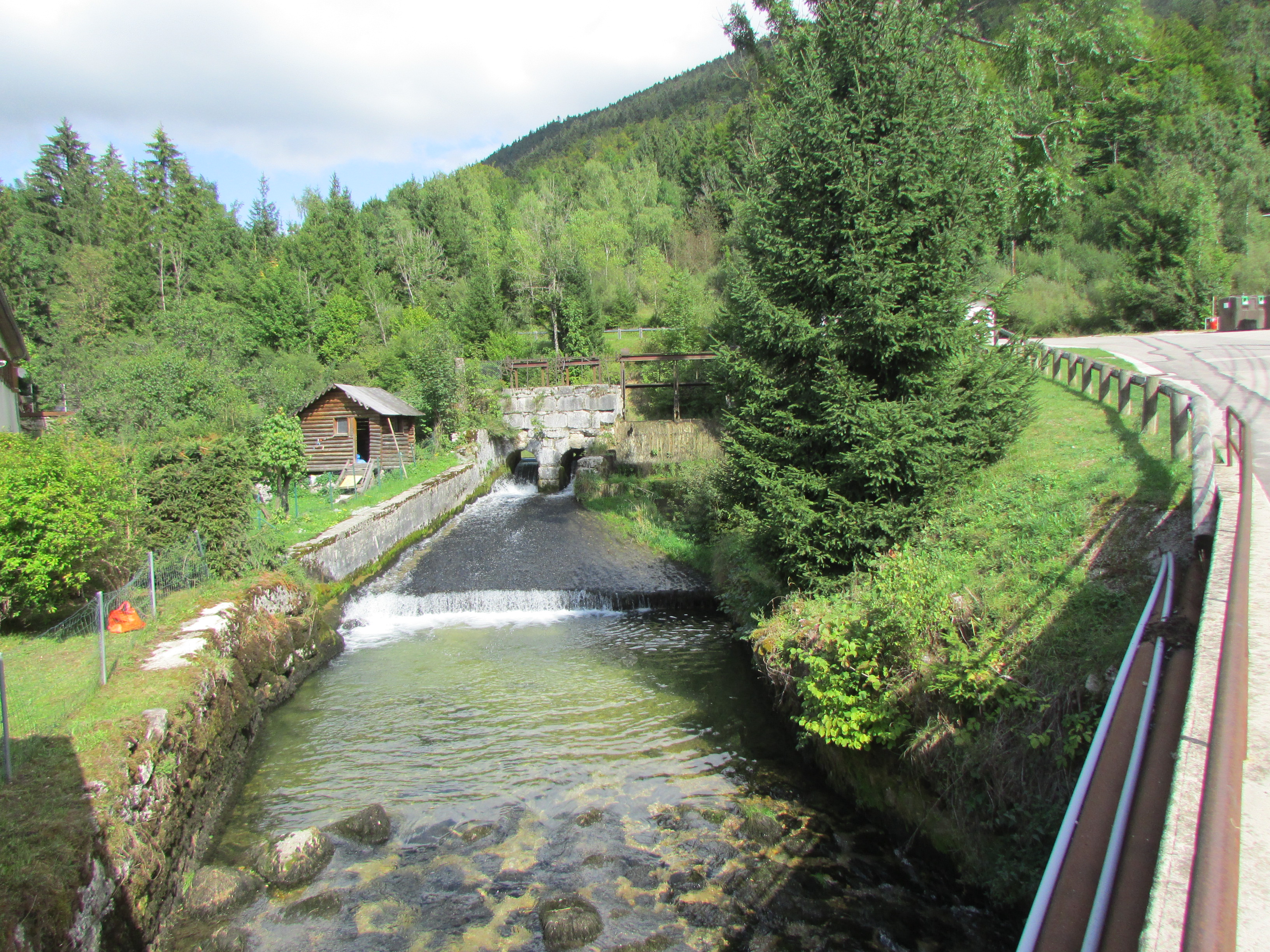
Les ruines du moulin de La Ferrière.
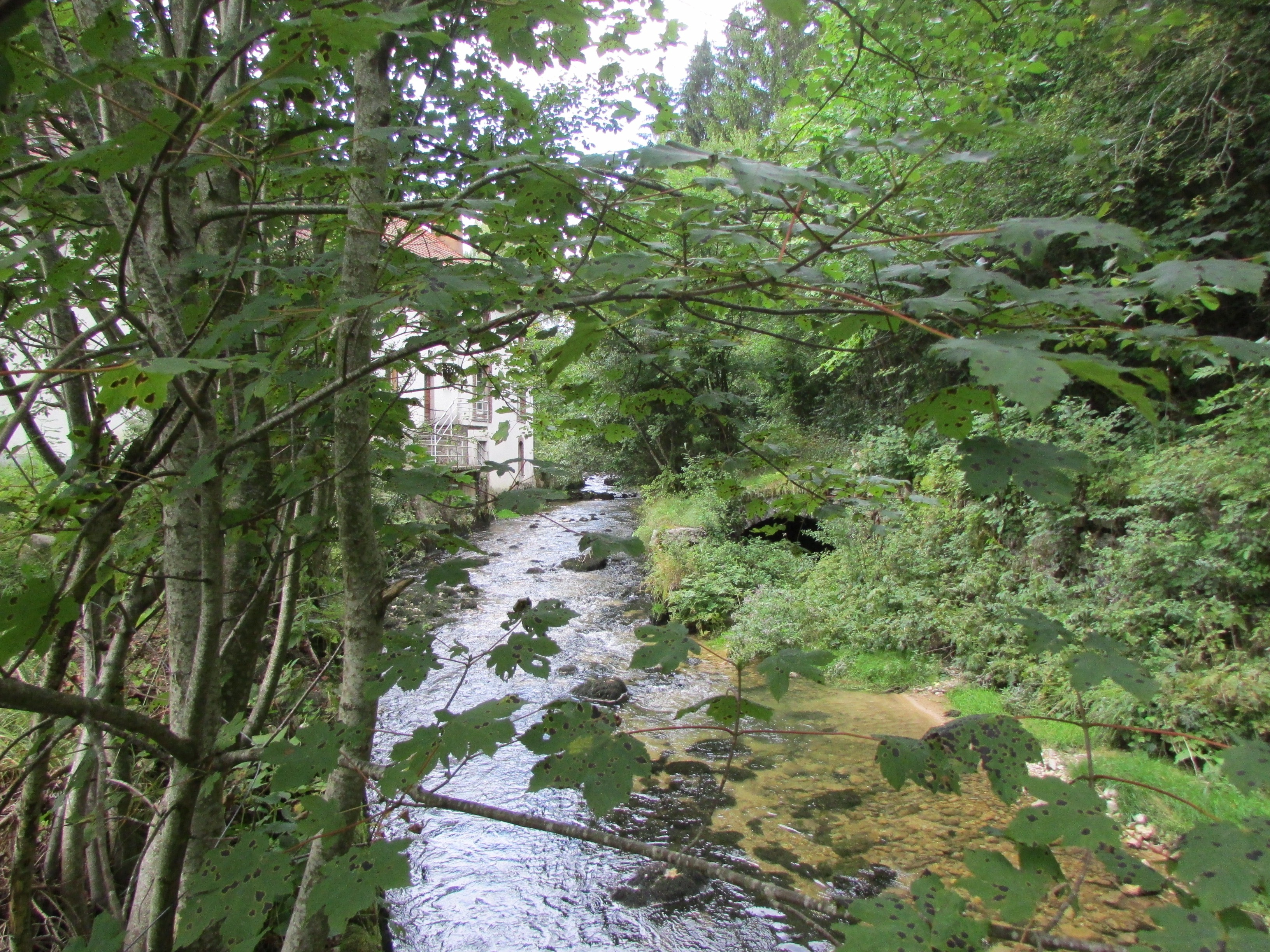
La Jouguena.

À la sortie du hameau de la Ferrière, avant de franchir la frontière suisse, la Jougnena arrive vers le Grand Etang qui sert à alimenter le réservoir d'eau indispensable pour fabriquer la neige de culture de Métabief.

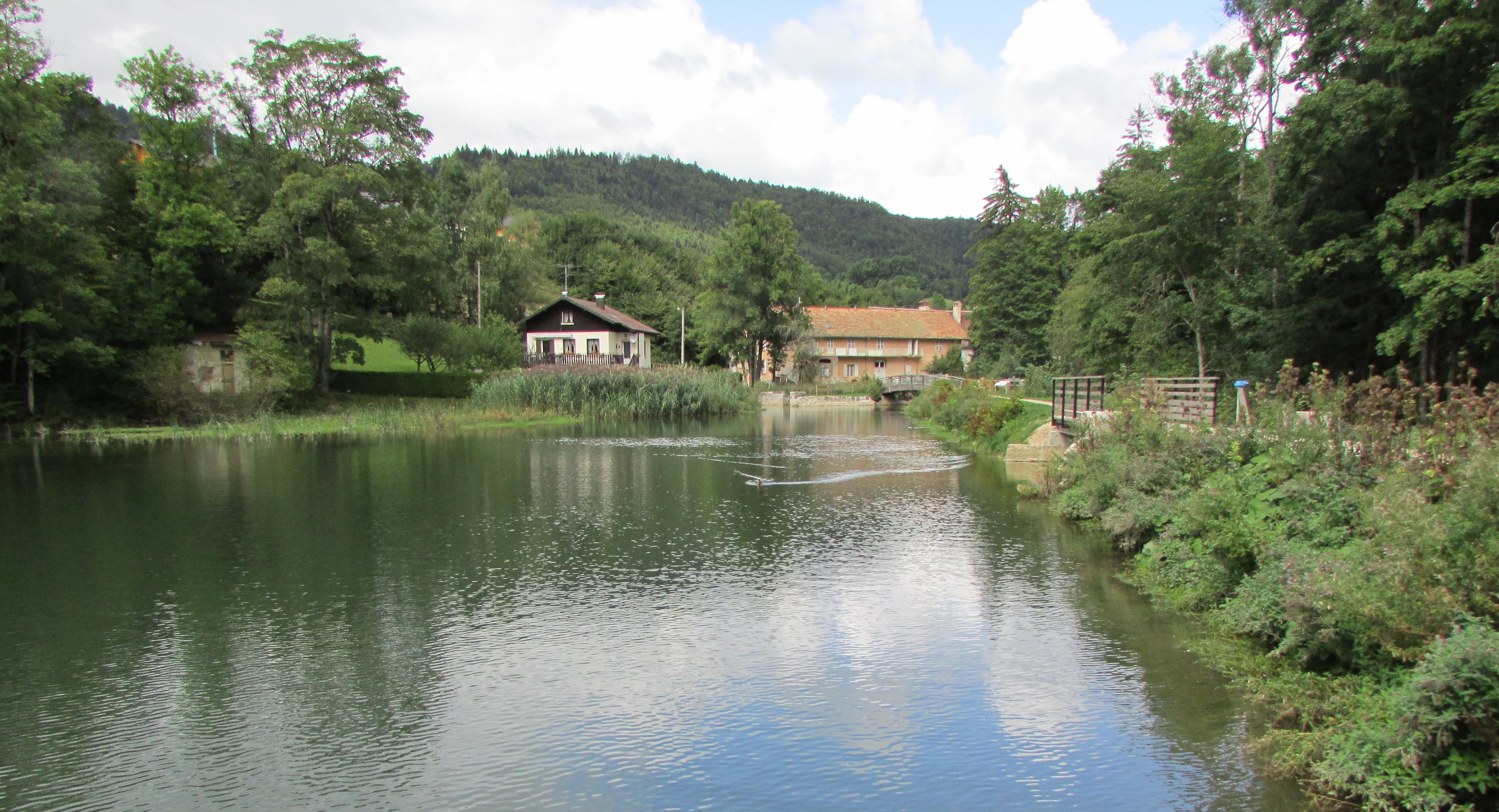
Le grand étang.

## Hydrologie
Le bassin versant français de la Jougnena a une superficie de 45 km2. Le module du ruisseau mesuré à la station de Jougne est de 1,8 m3/s.

## Activités
Le lieu-dit le Moulin de la commune de Jougne a comporté un moulin banal dès le début du XIVe siècle. Quatre moulins à céréales, deux scies et deux ribes (battoirs à chanvre) sont construits en 1794. Vendu à la commune en 1841, il comporte alors quatre meules à céréales, une scierie, une huilerie et une ribe. Un incendie détruit l'ensemble des installations en 1974. Il n'y subsiste qu'une pisciculture à truites.
Le hameau de la Ferrière de la même commune a connu une longue activité industrielle tournant autour du fer, comme son nom l'indique. Dès le XVe siècle, fours, forges et fourneaux sont cités et s'étendent rapidement grâce à la présence de minerai de fer et de bois tout proches et en abondance, sans compter la force motrice de la Jougnena. Au début du XXe siècle, fabriques de faux et lames de rasoirs, clouteries et autres tréfileries sont encore en pleine activité, ayant même nécessité le creusement d'un étang artificiel à proximité immédiate du cours de la Jougnena. Les dernières activités métallurgiques ferment leurs portes dans les années 1980.
Sur le territoire de la commune de Vallorbe, la Jougnena a fait l'objet d'un aménagement hydroélectrique dès 1937 au barrage du Pontet. Entre 1968 et 1970, ce barrage a été complété en aval par celui dit « du Châtelard », du nom de la Société électrique du Châtelard qui l'exploite, situé au confluent de la Jougnena avec l'Orbe.

## Tourisme
- Le « sentier historique de la Jougnena » permet de découvrir, entre Jougne et Vallorbe via Ballaigues, la géographie, l'histoire et les activités de la vallée depuis l'époque romaine. Sur une boucle de plus de 17 km, et à l'aide de panneaux explicatifs, le sentier rappelle qu'une voie romaine a emprunté la rive gauche de la vallée, devenue au Moyen Âge voie de pèlerinage entre l'abbaye de Saint-Maurice d'Agaune en Valais et la Bourgogne. Au XIXe siècle, c'est la voie ferrée Pontarlier-Vallorbe qui emprunte son flanc ouest[12].
- Au pied du bourg de Jougne, se dresse la chapelle Saint-Maurice, héritage d'un prieuré fondé au IXe siècle qui servait de relais sur l'itinéraire monastique reliant les abbayes Saint-Bénigne de Dijon et Saint-Maurice d'Agaune.